# فريدريكو فيغيريدو
فريدريكو فيغيريدو (بالبرتغالية: Frederico Figueiredo) (و. 1991  م) هو راكب دراجة هوائية برتغالي.

## سباقات أو مراحل فاز بها
| التاريخ        | السباق                                 | المركز                                          |
| -------------- | -------------------------------------- | ----------------------------------------------- |
| 18 مايو 2014   | فولتا كاستيلا ليون 2014                | الثامن في التصنيف العام                         |
| 02 أبريل 2016  | جائزة ميغيل إندوراين 2016              | العاشر في التصنيف العام                         |
| 07 أغسطس 2016  | فولتا البرتغال 2016                    | الرابع في تصنيف الجبال                          |
| 01 يناير 2017  | 2017 Troféu Joaquim Agostinho          | المركز الثالث                                   |
| 05 مارس 2017   | كلاسيكا دا أرابيدا 2017                | الثامن في التصنيف العام                         |
| 12 مارس 2017   | كلاسيكا ألدياس دو زيستو 2017           | التاسع في التصنيف العام                         |
| 21 مايو 2017   | فولتا كاستيلا ليون 2017                | الخامس في التصنيف العام                         |
| 25 مارس 2018   | كلاسيكا ألدياس دو زيستو 2018           | السابع في التصنيف العام                         |
| 15 أبريل 2018  | 2018 Volta Internacional Cova da Beira | الخامس في تصنيف الجبال                          |
| 13 مايو 2018   | فويلتا أرغون 2018                      | السادس في التصنيف العام                         |
| 12 أغسطس 2018  | فولتا البرتغال 2018                    | الخامس في التصنيف العام                         |
| 14 سبتمبر 2018 | طواف الصين i 2018                      | الثاني في تصنيف الجبال                          |
| 14 أبريل 2019  | 2019 GP Beiras e Serra da Estrela      | الثاني في تصنيف الجبال، الخامس في التصنيف العام |
| 23 فبراير 2020 | فولتا الغارف 2020                      | التاسع في تصنيف الجبال                          |
| 20 سبتمبر 2020 | 2020 Troféu Joaquim Agostinho          | الفائز في التصنيف العام                         |
| 05 أكتوبر 2020 | فولتا البرتغال 2020                    | المركز الثالث                                   |
| 02 مايو 2021   | كلاسيكا دا أرابيدا 2021                | العاشر في التصنيف العام                         |
| 15 أغسطس 2021  | فولتا البرتغال 2021                    | الرابع في تصنيف الجبال، الخامس في التصنيف العام |
| 03 يوليو 2022  | 2022 Troféu Joaquim Agostinho          | الفائز في التصنيف العام                         |
| 18 يوليو 2022  | 2021 Troféu Joaquim Agostinho          | الفائز في التصنيف العام                         |
| 15 أغسطس 2022  | فولتا البرتغال 2022                    | الفائز في ترتيب التسلق، المركز الثاني           |
| 28 مايو 2023   | 2023 GP Beiras e Serra da Estrela      | الأول في تصنيف الجبال                           |
| 16 يوليو 2023  | 2023 Troféu Joaquim Agostinho          | المركز الثالث                                   |
| 20 أغسطس 2023  | فولتا البرتغال 2023                    | السابع في التصنيف العام                         |
| 25 فبراير 2024 | غران كامينيو 2024                      | التاسع في تصنيف الجبال                          |
| 05 مايو 2024   | 2024 GP Beiras e Serra da Estrela      | الثالث في تصنيف الجبال                          |

## روابط خارجية
- فريدريكو فيغيريدو على موقع الاتحاد الدولي للدراجات (الإنجليزية)
- فريدريكو فيغيريدو على موقع إحصائيات الدراجات الإحترافية (الإنجليزية)
- فريدريكو فيغيريدو على موقع نسبة الدراجات (الإنجليزية)